# استوراکیوس
استوراکیوس (به یونانی: Σταυράκιος) (به انگلیسی: Staurakios) (درگذشتهٔ ۱۱ ژانویه ۸۱۲) امپراتور بیزانس به‌مدت چند ماه در ۸۱۱ بود. او در لشکرکشی پدرش نیکه‌فروس یکم علیه بلغارها به‌شدت آسیب دید و پس از مرگ پدرش جانشین او شد. با این حال طی کودتای شوهر خواهرش میخائیل رانگابه از قدرت برکنار و به صومعه‌ای فرستاده شد و چند ماه پس از آن در ژانویه ۸۱۲ درگذشت.

## زندگی‌نامه
استوراکیوس فرزند نیکه‌فروس یکم، امپراتور وقت بیزانس بود که در دسامبر ۸۰۳، یک سال پس از بر تخت نشستن پدرش به امپراتوری مشترک با او منصوب شد. نیکه‌فوروس در فاصلهٔ سال‌های ۸۰۷ تا ۸۰۹ درگیر لشکرکشی علیه بلغارهایی بود که مرزهای شمالی بیزانس را مورد تاخت و تاز خود قرار داده بودند. او در ۸۱۱ همراه با پسرش استوراکیوس و دامادش میخائیل به بلغارستان لشکر کشید اما نتیجهٔ آن فاجعه‌بار بود. نیروهای بیزانسی در تلهٔ بلغارها افتادند و نیکه‌فوروس یکم در ۲۶ ژوئیه ۸۱۱ در میدان نبرد کشته شد. با این حال استوراکیوس که به‌شدت مجروح شده بود، شوهرخواهرش میخائیل که آسیبی ندیده بود و دو نفر دیگر از صاحب‌منصبان عالی‌رتبه، تئوکتیستوس و استفانوس موفق به فرار به آدریانوپل شدند.
پس از رسیدن به شهر، استوراکیوس بلافاصله به مقام امپراتوری رسید. با اینحال امپراتور جوان به‌شدت از ناحیهٔ مهره‌های ستون فقرات آسیب دیده بود و نجیب‌زادگانی که در کنار بستر او ایستاده بودند می‌دانستند که زیاد عمر نخواهد کرد. همچنین آنها این نگرانی را نیز داشتند که آیا سپردن ادارهٔ کشور در این موقعیت حساس به تنها یک نفر که هیچ‌گاه قابلیتی از خود در زمینهٔ کشورداری نشان نداده و اکنون نیز به‌واسطهٔ جراحاتش از پای افتاده است صحیح است یا خیر.
تئوکتیستوس یکی از کسانی بود که از این انتخاب راضی نبود و میخائیل را فرد مناسبتری برای فرمانروایی می‌دانست. همین موضوع سبب شد تا او و تنی چند از مقامات، میخائیل را تحت فشار قرار دهند اما میخائیل که سوگند وفاداری به نیکه‌فوروس و استوراکیوس خورده بود حاضر به پذیرفتن پیشنهاد آنان نشد.
سرانجام باقی‌ماندهٔ نیروهای بیزانسی راه بازگشت به قسطنطنیه را در پیش گرفته و استوراکیوس را نیز بر تخت روان گذاشته با خود بردند. با این حال آسیب‌دیدگی او بیش از حدی بود که بهبود یابد و چون فرزندی نیز نداشت این سئوال پیش آمد که پس از او چه کسی جانشینش خواهد شد. پروکوبیا، خواهر استوراکیوس و همسر میخائیل معتقد بود که پس از برادرش باید قدرت به میخائیل و فرزندان او برسد اما تئوفانو، همسر آتنی استوراکیوس معتقد بود که در صورت مرگ همسرش باید قدرت در دستان او قرار گیرد.
سرانجام میخائل علیه استوراکیوس دست به کودتا زد و در ۲ اکتبر ۸۱۱ خود را با عنوان میخائل یکم، امپراتور بیزانس نامید. این تغییر قدرت مورد تأیید سنا و سپاهیان قرار گرفت و همان روز، استوراکیوس را که از قدرت برکنار شده بودند سر تراشیدند و جامهٔ کشیشی بر تنش کردند.
استوراکیوس پس از این اتفاق ۳ ماه بیشتر زنده نماند و سرانجام پس از تحمل درد و رنج بسیار در ۱۱ ژانویه ۸۱۲ درگذشت. او را در صومعهٔ جدید باراکا به‌خاک سپردند که بنایی زیبا بود و از طرف پروکوپیا به تئوفانو، که او نیز گوشه‌نشینی اختیار کرده بود، اهدا شده بود.